# Rickerby
Rickerby – przysiółek w Anglii, w Kumbrii, w dystrykcie (unitary authority) Cumberland. Leży 3 km na północny wschód od miasta Carlisle i 421 km na północny zachód od Londynu. W latach 1870–1872 osada liczyła 97 mieszkańców.